# Otomys unisulcatus
Otomys unisulcatus — вид гризунів родини мишевих. Зустрічається в Намібії та ПАР. Мешкає серед чагарників. Використовує поведінкові адаптації, щоб справлятися з сухим посушливим кліматом. Це гризун середнього розміру з темною шерстю зверху і світлішою знизу. Має світлі ноги і темний хвіст. Може мати світле хутро навколо очей і задньої частини вух.
Живиться листям і соковитими стеблами 60 різних видів рослин. Взимку споживає переважно сукуленти, навесні — рівномірну суміш сукулентів, несукулентів та однорічної рослинності. У літні та осінні місяці рівномірно споживають сукулентні та однорічні рослини.

## Опис
Вид досягає довжини тіла від 11 до 20,5 см, довжини хвоста від 6,3 до 10,6 см і ваги від 61 до 156 г. Довжина задніх лап становить 2,2-3,2 см, а довжина вух — 2,0-3,3 см. Довге, щільне і волохате хутро зверху складається з волосків, які біля кореня сірі, а кінчики волосся мають коричневий або жовто-коричневий колір. Довге чорне волосся примішується, особливо на голові та крупі. Низ тіла так само забарвлений, але світліший і без чорних волосків. Вуха округлі й темні. Є характерне чорне забарвлення короткої щетини на верхній частині хвоста, хоча у деяких екземплярів нижня сторона теж чорна. У інших особин нижня сторона білувата.